# Allosaurus anax
Allosaurus anax (Rey antiguo de los lagartos extraños) es una especie del género extinto Allosaurus de dinosaurio terópodo alosáurido, que vivió a finales del período Jurásico, hace aproximadamente entre 150 millones de años, durante el Kimmeridgiense, en lo que es hoy Norteamérica. Sus fósiles fueron encontrados en la Formación Morrison  del Jurásico superior de Oklahoma, Estados Unidos. 

## Descripción
Cuando todavía se lo consideraba como un alosáurido, se estimó que el dudoso género Saurophaganax alcanzaba alrededor de 10,5 m de longitud, sin embargo, un estudio de 2024 concluyó que parte del material asignado a Saurophaganax en realidad pertenecía a un saurópodo diplodócido y que el material asignado con confianza a Allosauridae pertenecía a una nueva especie de Allosaurus, A. anax y la masa corporal de esta especie se estimó tentativamente alrededor de 3,8–4,6 toneladas basándose en material fragmentario.
A. anax fue descrito y nombrado en 2024 a partir de varios fósiles que representan varias partes del esqueleto, siendo el holotipo un postorbital numerado como OMNH 1771. Esta especie se caracteriza por la falta de ornamentación rugosa en el postorbital, las vértebras dorsales con centros en forma de reloj de arena y agujeros neumáticos, y otras características del postorbital, las vértebras cervicales y el peroné.

## Descubrimiento e investigación
En 1941 Stovall denominó Saurophagus maximus a un gran dinosaurio encontrado cerca de Kenton en el condado de Cimarrón, Oklahoma. Debido a que el artículo de nomenclatura no contenía una descripción, el nombre siguió siendo un nomen nudum. Más tarde, se descubrió que el nombre Saurophagus estaba preocupado.  En 1995 Daniel Chure nombró un nuevo género, Saurophaganax. Chure también encontró que OMNH 4666 no era diagnóstico en relación con Allosaurus, por lo que eligió OMNH 01123, un arco neural, como el holotipo de Saurophaganax. Gran parte del material denominado informalmente "Saurophagus maximus", es decir, aquellos elementos de diagnóstico que podían distinguirse de Allosaurus, fueron referidos a Saurophaganax maximus por Chure. Estos son huesos desarticulados de al menos cuatro individuos. Esto crea un problema ya que el espécimen tipo original no era diagnóstico, mientras que el material descrito por Dan Chure sí lo es.
En 2024 Danison y sus colegas revisaron la referencia de varios especímenes asignados a Saurophaganax maximus, incluido el arco neural del holotipo fragmentario, OMNH 1123, basándose en su análisis comparativo. Sugirieron que el holotipo no podía considerarse con seguridad como un terópodo o un saurópodo, aunque las complejas láminas accesorias son más comparables a las de los saurópodos, especialmente algunos especímenes juveniles de Apatosaurus. Algunos especímenes referidos probablemente pertenecen más bien a diplodócidos que al gran alosáurido de la cantera Kenton 1. Dado que el arco neural del holotipo es tan fragmentario, los investigadores no podían referirlo con seguridad a un terópodo o un saurópodo, por lo que consideran que Saurophaganax maximus es un nomen dubium.
El taxón Saurophaganax maximus se consideró históricamente como representante de una especie de un alosáurido muy grande, hasta que unos nuevos exámenes de los especímenes atribuidos sugirieron que se trata de una quimera de múltiples géneros de dinosaurios, ya que algunos especímenes pertenecen a un saurópodo y otros huesos le pertenecen a un alosáurido debido a similitudes en la estructura ósea de las especies de Allosaurus. Debido a que el material saurisquio referido a S. maximus es probablemente quimérico pero diagnóstico, se planteo una hipótesis de una doble validez. El nombre Saurophaganax maximus debería referirse a un diplodócido no diagnosticado previamente, en lugar del gran terópodo recuperado de la cantera Kenton 1. La presencia de al menos un terópodo esqueléticamente maduro se confirmó a través de la paleohistología de un cuarto metatarsiano. A pesar de la similitud del material terópodo con especies conocidas de Allosaurus , algunos especímenes decididamente terópodos presentan autapomorfías sutiles que sugieren una especie separada, por lo que se la denomino Allosaurus anax sp. nov. Como resultado de algunos análisis de Danison, Saurophaganax maximus ahora se considera un nomen dubium ya que la asignación a Sauropoda no es firme.

## Paleoecología
El género Allosaurus, representa entre el 70 y el 75 % de los especímenes de terópodos y se encontraba en el nivel trófico superior de la red trófica de Morrison. A. anax fue uno de los carnívoros más grandes del Jurásico tardío de América del Norte. Los fósiles conocidos de A. anax, forman parte la última parte de la Formación Morrison, lo que sugiere que este género fue siempre poco común o que apareció por primera vez bastante tarde en el Jurásico. A. anax era grande para un alosáurido, y más grande que sus contemporáneos Torvosaurus tanneri y Allosaurus fragilis. Siendo mucho más raro que sus contemporáneos, que constituyen el uno por ciento o menos de la fauna de terópodos de Morrison, no se sabe mucho sobre su comportamiento.

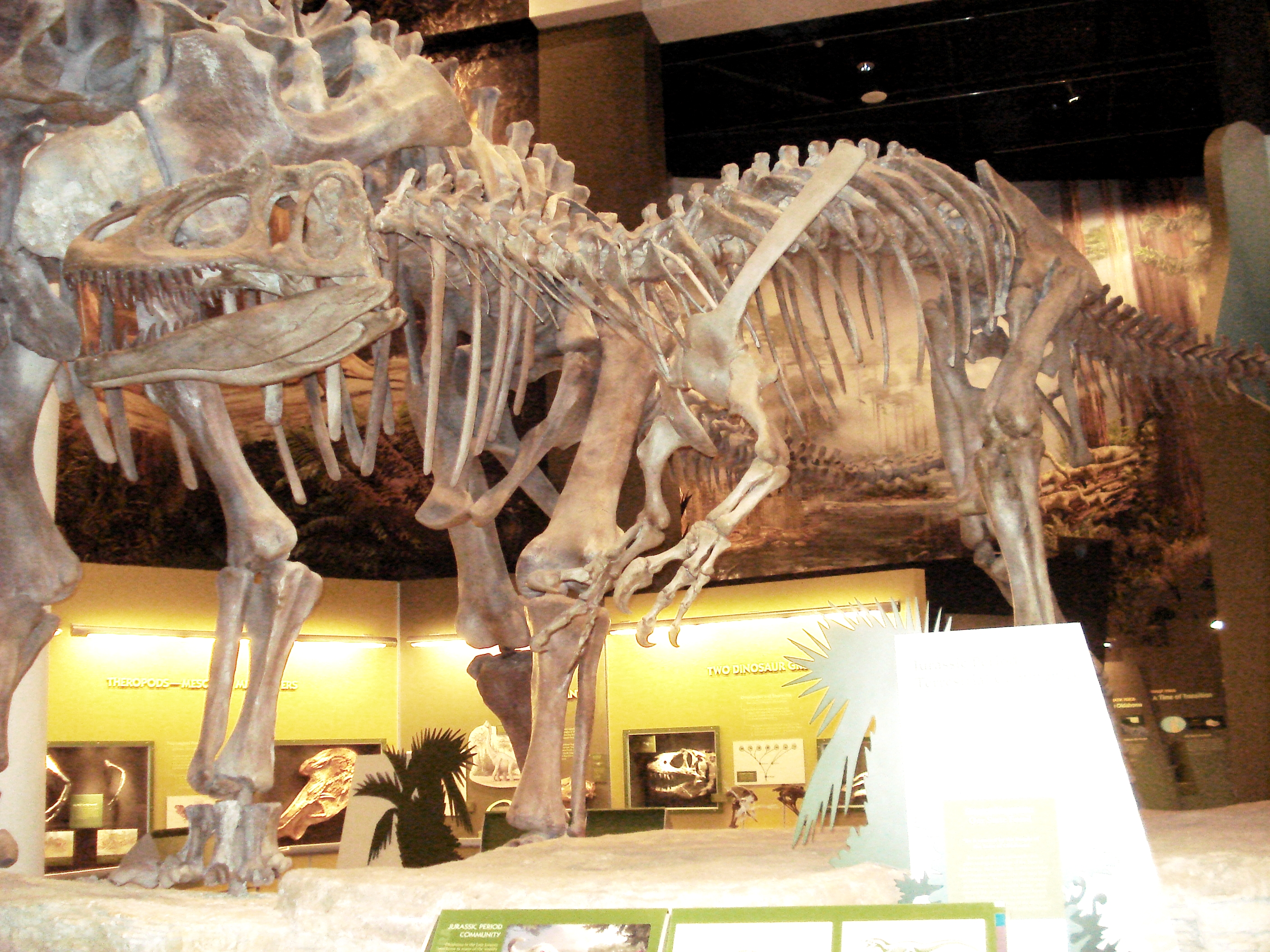
Saurophaganax, hoy posiblemente A. anax cazando un Apatosaurus, Museo de Historia Natural de Oklahoma.

La Formación Morrison es una secuencia de sedimentos marinos y aluviales poco profundos que, según la datación radiométrica , oscila entre 156,3 millones de años en su base, y 146,8 millones de años en la parte superior, lo que la sitúa en las etapas tardía del Oxfordiense, Kimmeridgiense y Titoniense temprano del período Jurásico tardío. Esta formación se interpreta como un ambiente semiárido con distintas estaciones húmedas y secas. La Cuenca de Morrison, donde vivían los dinosaurios, se extendía desde Nuevo México hasta Alberta y Saskatchewan y se formó cuando los precursores de la Cordillera Front de las Montañas Rocosas comenzó a avanzar hacia el oeste. Los depósitos de sus cuencas de drenaje orientadas al este fueron transportados por arroyos y ríos y depositados en tierras bajas pantanosas, lagos, canales de ríos y llanuras aluviales. Esta formación es similar en edad a la Formación de piedra caliza Solnhofen en Alemania y la Formación Tendaguru en Tanzania. En 1877, esta formación se convirtió en el centro de las Guerras de los Huesos, una rivalidad de recolección de fósiles entre los primeros paleontólogos Othniel Charles Marsh y Edward Drinker Cope.
La Formación Morrison registra un entorno y un tiempo dominados por gigantescos dinosaurios saurópodos como Barosaurus, Apatosaurus, Brontosaurus, Camarasaurus, Diplodocus y Brachiosaurus. Los dinosaurios que vivieron junto a A.anax y que pudieron haber servido como presas, incluían a los ornitisquios herbívoros Camptosaurus, Dryosaurus, Stegosaurus y Othnielosaurus. Los depredadores en este paleoambiente incluyen los terópodos Torvosaurus, Ceratosaurus, Marshosaurus, Stokesosaurus, Ornitholestes y Allosaurus, que representaron entre el 70 y el 75% de los especímenes de terópodos y se encontraba en el nivel trófico superior de la red trófica de Morrison. Otros vertebrados que compartió esta paleoambiente incluido peces con aletas radiadas, ranas tales como Eobatrachus, salamandras, tortugas, esfenodontos, lagartos, terrestres y acuáticos crocodilomorfos como Goniopholis y varias especies de pterosaurios como Kepodactylus. Los primeros mamíferos estaban presentes en esta región, como Fruitafossor, docodontos, multituberculados, simetrodontos y triconodontos. La flora de la época ha sido revelada por fósiles de algas verdes, hongos, musgos, colas de caballo, cícadas, ginkgos y varias familias de coníferas. La vegetación variaba desde bosques de helechos arborescentes y helechos, bosques de galería, bordeados por ríos, hasta sabanas de helechos con árboles ocasionales como la conífera Brachyphyllum, parecida a la Araucaria. En Oklahoma, Stovall desenterró un número considerable de especímenes de Apatosaurus, que pueden haber representado una posible presa de un gran terópodo como A. anax.